# Pimoa jellisoni
Pimoa jellisoni är en spindelart som först beskrevs av Willis J. Gertsch och Ivie 1936.  Pimoa jellisoni ingår i släktet Pimoa och familjen Pimoidae. Inga underarter finns listade i Catalogue of Life.